# Morkarl-Djupsjön
Morkarl-Djupsjön är en sjö i Leksands kommun och Mora kommun i Dalarna och ingår i Dalälvens huvudavrinningsområde. Sjön har en area på 1,63 kvadratkilometer och ligger 354,9 meter över havet. Sjön avvattnas av vattendraget Amsån.

## Delavrinningsområde
Morkarl-Djupsjön ingår i det delavrinningsområde (673518-142588) som SMHI kallar för Utloppet av Morkarl-Djupsjön. Medelhöjden är 398 meter över havet och ytan är 9,05 kvadratkilometer. Det finns inga avrinningsområden uppströms utan avrinningsområdet är högsta punkten. Amsån som avvattnar avrinningsområdet har biflödesordning 4, vilket innebär att vattnet flödar genom totalt 4 vattendrag innan det når havet efter 330 kilometer. Avrinningsområdet består mestadels av skog (76 procent). Avrinningsområdet har 1,63 kvadratkilometer vattenytor vilket ger det en sjöprocent på 18 procent.